# Języki bałtyckie
Języki bałtyckie lub bałtyjskie – grupa języków w obrębie języków indoeuropejskich, którymi w przeszłości posługiwali się Bałtowie na terenach od ujścia Wisły po południowe granice dzisiejszej Estonii (północne krańce łotewskiej krainy zwanej Liwonią). Większość języków z grupy bałtyckiej wymarło, co znacznie zawęziło obszar ich występowania.
Ze względu na wyróżniającą je archaiczność są obiektem badań w wielu centrach naukowych na świecie. Żywe języki w tej grupie stanowią litewski, łotewski oraz łatgalski, martwe – pruski, jaćwieski, kuroński, zemgalski oraz seloński. Po wymarłych językach bałtyckich, z wyjątkiem pruskiego, nie ostały się żadne pomniki piśmiennictwa, dlatego niewiele wiadomo zarówno o nich, jak i o liczbie ludności, która się nimi posługiwała.
Łącznie językami bałtyckimi posługuje się około 5,5 mln osób (w tym 4 mln litewskim i 1,5 mln łotewskim), głównie na terenie Litwy (litewski) i Łotwy (łotewski) oraz częściowo diaspora obu narodów, głównie w Stanach Zjednoczonych i Kanadzie.
Ze względu na podobieństwa w zakresie gramatyki języki bałtyckie zalicza się wraz z językami słowiańskimi do jednej podrodziny bałtosłowiańskiej.

## Klasyfikacja języków bałtyckich
Języki bałtyckie, podobnie jak germańskie, słowiańskie czy romańskie, tworzą oddzielną grupę języków indoeuropejskich. Wyodrębniły się z grupy języków bałtosłowiańskich. Języki bałtyckie zazwyczaj są dzielone na dwie grupy: zachodniobałtyckie i wschodniobałtyckie. Do zachodnich zalicza się wymarły pruski i jaćwieski (czasem także kuroński), do wschodnich wciąż żywy litewski i łotewski oraz wymarły kuroński, zemgalski, seloński.
- języki zachodniobałtyckie †[4]
  - galindyjski †
  - pruski (staropruski) †
  - jaćwiński (jaćwieski) †
- języki wschodniobałtyckie
  - kuroński †
  - seloński †
  - zemgalski †
  - litewski (ok. 4 mln)
    - żmudzki (ok. 0,5 mln)

  - łotewski (ok. 1.5 mln)
    - łatgalski (ok. 165 tys.)

Zachodni Bałtowie od wschodnich, jak pokazują zabytki języka pruskiego, różnili się następującymi charakterystycznymi cechami:
1. zachowali dyftong ei, który wschodni Bałtowie zamienili na ie (prus. deivis – lit. dievas, łot. dievs (pol. Bóg); prus. prei – lit. prie (pol. przy), prus. leipalingis, lit. liepa (pol. lipa), zasymilowanych przez Kurów Żmudzinów deina – lit diena (pol. dzień));
2. w miejscu prabałtyckiego š, ž podobnie jak Łotysze wymawiali s, z (por. prus. asis – lit ašis (pol. oś); prus. sunis – lit šuo (pol. pies); prus. semmē – lit. žemė (pol. ziemia);
3. w miejscu spółgłoskowego połączenia gl wstawiano dl (por. prus. addle – lit. eglė (pol. świerk));
4. posiadali formę rodzaju nijakiego rzeczowników (por. prus. balgnan – lit. balnas (siodło); prus median – lit. medis, medžias (pol. drzewo));
5. w końcówce biernika liczby mnogiej występowało –ns (por. prus. akins – lit. akis (pol. oczy); prus. genans – lit. žmonas (pol. żony));
6. posiadali sporo odmiennych wyrazów (por. prus. aglo – lit. lietus, łot. lietus (pol. deszcz); prus. gaylis – lit. baltas, łot. balts (pol. biały)) i in.

## Pochodzenie terminu i plemiona bałtyckie

### Historia
Terminu „Bałtowie” po raz pierwszy użył niemiecki językoznawca Georg Nesselmann w książce „Die Sprache der alten Preußen an ihren Überresten erläutert” (Berlin, 1845). Termin został utworzony od nazwy Morza Bałtyckiego, która może być powiązana z rdzeniem balt-. Chociaż istnieje kilka hipotez na temat powstania nazwy Bałtyku, tylko jedna z nich kojarzy ją ze wspomnianym rdzeniem bałtyckim.
Poprzednio używane były terminy: języki litewskie, języki łotewskie itp. Językoznawcy Kazimieras Jaunius oraz Kazimieras Būga, opierając się na Aestiorum gentes w dziele Germania rzymskiego historyka Publiusza Korneliusza Tacyta, jak również na źródłach późniejszych historyków, nazywają Bałtów Estami. Według najstarszych źródeł historycznych przypuszcza się, że tym terminem określano jedno z plemion pruskich, dlatego nie jest on szczególnie szeroko rozpowszechniony i używany.

### Grupy etniczne dawnych Bałtów
Północno-wschodnie krańce Europy od samego początku zamieszkiwały różne grupy etniczne Bałtów – na północ oraz północny wschód od krajów bałtyckich już w epoce kamienia rozpościerały się ziemie plemion fińskich. Badania nad hydronimami i dane archeologiczne pokazują, że obszar dawnych Bałtów od II tysiąclecia p.n.e. na zachodzie sięgał Odry i rozciągał się aż po górne odcinki rzek Wołga i Oka na wschodzie, w swojej centralnej części obejmując basen Niemna, górny i środkowy odcinek Dźwiny oraz Dniepru. Na południe obejmował całą Prypeć i sporą część obecnej zachodniej Ukrainy.
W VIII wieku p.n.e. oraz między VI a V wiekiem p.n.e. obszar Bałtów z powodu migracji oraz innych przyczyn rozszerzył się dalej w kierunku północno-wschodnim oraz południowo-zachodnim. Objął ziemie wschodnich Celtów i Finów żyjących na terytorium obecnej północno-zachodniej Rosji (zachodnia część ziem pomiędzy Wołgą i Oką).
W VII–VIII wieku żyjący u styku rzek Desna i Oka tak zwani Dnieprzańscy Bałtowie, a później także inni mieszkający dalej na zachód, zostali skolonizowani przez wschodnich Słowian. Pod koniec kolonizacji (około połowy XII wieku) podstawowy obszar Bałtów obejmował dzisiejszą Litwę, Łotwę, północno-zachodnią Białoruś, województwo podlaskie na terenie Polski oraz wschodnie Prusy. Z drugiej strony, niemal w całej lingwistycznie słowiańskiej części obszaru dawnych Bałtów jeszcze w XIII–XIV wieku istniało mnóstwo różnych rozmiarów bałtyckich „wysp”, a we wschodniej części dawnego obszaru posługiwano się językami bałtyckimi do samych początków historii nowożytnej. Chociaż w ruskiej kronice Nestora żyjące w dorzeczu rzeki Protwa bałtyckie plemię Galindów wspomina się, opisując jedynie wydarzenia XI–XIII wieku, rosyjski archeolog W. Sedow twierdzi, że lasy nad Protwą uległy rosyjskiej kolonizacji, a pozostali Galindowie zasymilowali się dopiero między XV a XVI wiekiem.
O najdłużej ostałych bałtyckich „wyspach” świadczą również kościoły katolickie postawione po chrzcie Litwy w 1387 roku i znajdujące się we wschodniej części obszaru, ponieważ były one przeznaczone tylko dla Litwinów (wschodni Słowianie przyjęli chrzest w 988 roku i dla nich stawiano cerkwie).
Słowianizacja Bałtów na wschodzie nie zakończyła się nawet do czasów współczesnych: zarówno na zachodniej Białorusi, jak i w zachodniej Rosji wciąż znaleźć można wsie, na terenie których mówi się po litewsku czy łatgalsku.

### Wspólnota z językami germańskimi i słowiańskimi
Języki bałtyckie, słowiańskie i germańskie posiadają cechy wspólne, które nie występują w innych językach indoeuropejskich. Tłumaczy to teorię, jakoby podczas podziału ze wspólnego prajęzyka indoeuropejskiego (5–4 tysiące lat p.n.e.) powstały oddzielne prajęzyki. Z jednego z nich mógł powstać w Europie Środkowej prajęzyk Germanów, Bałtów oraz Słowian bądź grupa gwar. Ich wspólny obszar określał zasięg terytorium kultury ceramiki sznurowej obejmujący rzeki Dźwina, Wisła, Łaba, górny bieg Dniepru, aż po Ren. Obszar objął więc współczesne Niderlandy, Danię, południową Szwecję, część Niemiec, Polskę, kraje bałtyckie oraz zachodnią Rosję.
Z cech wspólnych języków bałtyckich i germańskich wymienia się wspólny model derywacji liczebników od 11 do 19 (jeden zostaje po dziesięciu…); blisko 60 wspólnych tylko z językami germańskimi rdzeni wyrazów, np. lit. darbas (praca) i staroislandzkie djafr „drąsus” (odważny), lit. griebti (chwytać, łapać) oraz gockie greipan i in.
Z podobieństw między językami bałtyckimi, słowiańskimi i germańskimi zawsze wymienia się obecne w celowniku liczby mnogiej –m– (w innych językach indoeuropejskich jest to –b(h)–), na przykład lit. vilkams : ros. volkam : got. wulfam. Wspólny jest liczebnik 1000, tak samo jak około 70 innych słów, np. lit. liaudis : ros. liud : niem. liut (pol. lud); lit. valdyti : ros. vladetj, vlastovatj : got. valdan (pol. panować, władać) i in.
W języku odnaleźć można także zapożyczenia z języków germańskich: gatvė (ulica), budelis (kat), pinigas (pieniądz), kunigas (ksiądz), kalkė (kalka) i in. Szczególnie dużo germanizmów przeniknęło do języka łotewskiego.
Najbliższe językom bałtyckim są języki słowiańskie (doliczono się blisko 300 wyrazów wspólnych Bałtom i Słowianom, których odpowiedników nie ma w innych językach indoeuropejskich, znajduje się również wiele podobieństw morfologicznych i syntaktycznych). Dlatego niektórzy językoznawcy uważają, że kiedyś Bałtowie i Słowianie stanowili jedną gałąź bałtosłowiańską, która potem rozdzieliła się na dwie odrębne (A. Schleicher). Jednak inni nie potwierdzają takiej opinii i uważają, że języki bałtyckie i słowiańskie powstały z bardzo bliskich gwar prajęzyka, a obecność wielu charakterystycznych dla nich podobieństw została albo odziedziczona po prajęzyku indoeuropejskim, albo wynikła z późniejszych bliskich kontaktów między nimi (J. Rozwadowski, J. Endzelīns).
Jeszcze inna hipoteza głosi, że języki słowiańskie powstały z peryferyjnego bałtyckiego dialektu (W. Toporov, W. Iwanow). Hipotezę tę mają udowadniać cechy wspólne, charakterystyczne tylko dla Słowian i zachodnich Bałtów, np.
- prus. nuson : pol. nasze, ros. naše (lit. mūsų, łot. mūsu),
- prus. twais emmens : ros. tvoje imia (lit. tavo vardas, łot. tavs vārds, pol. twoje imię),
- prus. genno : pol. żona, ros. žena (lit. žmona, łot. sieva), prus. golimban : ros. goluboi (lit. mėlynas, łot. zils, pol. niebieski),
- prus. dat : pol. dać, ros. datj (lit. duoti, łot. dot [duot]) i in.

Ogólnie znaną cechą wspólną Bałtów i Słowian są dyftongi mieszane, powstałe z praindoeuropejskich spółgłosek półotwartych r, l, m, n, np.
- lit. gurklys : ros. gorlo (pol. wole, grdyka, porównaj: gardło),
- łot. pirksts : ros. perstenj (pol. palec, porównaj: pierścień, naparstek),
- lit. gumbas : ros. guba (od gumba), (pol. guz, bulwa, porównaj: gęba),
- łot. vilks : pol. wilk.

Z podobieństw morfologicznych zaznacza się jednakowy model słowotwórstwa przymiotników zaimkowych (przymiotnik + zaimek), jednakową końcówkę –a w dopełniaczu liczby pojedynczej (tylko wśród wschodnich Bałtów), np. łot. ezera : ros. ozera. Istnieją także cechy wspólne w zakresie syntaktyki, np. podwójne zaprzeczenie (aš nieko nenoriu – niczego nie chcę), dopełniacz zaprzeczenia (nedirbti darbo – nie wykonywać pracy), narzędnik orzeczenia (jis buvo mokytoju – on był nauczycielem). Bałtowie i Słowianie w ten sam sposób nazywają niektóre rzeczy: galva (głowa), liepa (lipa), eiti (iść), žalias (zielony), karvė (krowa), varna (wrona), geležis (żelazo), krėslas (krzesło), boba (baba), ungurys (węgorz) i in. Niektóre wyrazy z tym samym rdzeniem przyjęły inne znaczenie, np. lit. dievas, prus. deiwis (pol. bóg) : ros. divo (pol. cud), lit. veidas, łot. veids „forma” : ros. vid, pol. wygląd, lit. bernas, łot. bērns (pol. dziecko) : ros. bremia (pol. ciężar, brzemię) itd.
Z racji obustronnego wpływu odnaleźć można zapożyczenia zarówno w językach bałtyckich, jak i słowiańskich. Przykładowe slawizmy w języku litewskim: agurkas (ogórek), bažnyčia (kościół), aliejus (olej), dvaras (dwór), miestas (miasto), Kūčios (Wigilia), Kalėdos (Boże Narodzenie), Velykos (Wielkanoc), mėsa (mięso), muitas (cło) i in. Wśród bardziej oczywistych bałtyzmów w języku rosyjskim wyróżnia się kovš ’kaušas’ (chochla), diogotj „degutas” (dziegieć). Wiele takich zapożyczeń jest w gwarach białoruskich, zachodniej Rosji i północno-wschodniej Polski. Przez wpływ języków bałtyckich odnaleźć można w rosyjskim pleofonię („polnoglasije”), np. golova (obok dawnego glava), vorona (pol. wrona), akanie (zastąpienie w niektórych przypadkach o w końcówce wyrazu na a, szczególnie charakterystyczne dla języka białoruskiego) i inne zjawiska, przez które wschodni Słowianie zaczęli różnić się od swoich zachodnich i południowych krewnych.

### Związki z językami ugrofińskimi
Będący pograniczem i awangardą północno-wschodnich Indoeuropejczyków Bałtowie najpierw zderzyli się z Ugrofinami, do których należeli Liwowie, Estończycy, Finowie i inni przodkowie. Kontakty z nimi trwały długo, od II tysiąclecia p.n.e., a ostatni Liwowie na terytorium Łotwy asymilują się do dziś. O tych kontaktach świadczy sporo bałtyckich wyrazów, pozostałych do dzisiaj w językach ugrofińskich.
Na przykład:
- fin. härkä, est. härg „jautis” (por. lit. žirgas – rumak, koń),
- est. hein „šienas”, fin. i est. kirves „kirvis” (siekiera);
- fin. pirtti (łaźnia) (por. lit. pirtis, łot. pirts),
- fin. morsian, est. mõrsja (panna młoda) (por. lit. marti, łot. mārša, tzn. synowa);
- fin. tarha (ogród), fin. taivas (niebo) (por. lit. dievas z dawnego deivas), est. takijas (łopian) (por. lit. dagys z dawnego dagijas) i in.

Bałtyzmy, choć jest ich dużo mniej, występują także w językach Ugrofinów zamieszkujących za Wołgą (najwięcej jest ich wśród Mordwinów). Część tych zapożyczeń mogła do nich przeniknąć niebezpośrednio, poprzez inne języki ugrofińskie.
Od języków ugrofińskich północni Bałtowie (przodkowie Łotyszy) przejęli stały akcent na początku wyrazu, niektóre cechy morfologiczne i syntaktyczne, a także zapożyczenia leksykalne, np. łotewskie kāzas (ślub), laiva (łódź), māja (dom), muiža (dwór), puisis (chłopiec) i in. Na terytorium Łotwy jest dużo hydronimów i toponimów pochodzenia ugrofińskiego, których liczba zwiększa się im dalej na północ; jest ich szczególnie dużo w regionie Liwonii (tereny rzeki Gauja).
Istnieje także grupa zapożyczeń, które przeniknęły z języków ugrofińskich do języka litewskiego: burė (żagiel), kiras (mewa), laivas (statek), seliava (sielawa), šamas (sum) i in. Ugrofińskie przeniesienie akcentu wpłynęło na gwary północne, gdzie niegdyś zamieszkiwali Kurowie oraz Zemgalowie. Wpływem języków ugrofińskich wyjaśnia się też takie dublety leksykalne jak bliukšti / pliukšti (klęsnąć), griaunos / kriaunos (trzonek), kniūboti / kniūpoti (opierać się), stiebtis / stieptis (wspinać się) itp. (Ugrofinowie nie wymawiają dźwięcznych spółgłosek). Poza tym na terytorium Litwy znaleźć można około 30 hydronimów przypuszczalnie ugrofińskiego pochodzenia: Ilmėdas, Ymasta, Jara, Kirgus, Pernava, Ruja, Tervetė, Ugra i in.

## Języki zachodniobałtyckie †

### Język pruski
Z języków zachodniobałtyckich najwięcej wiadomo o pruskim, którym posługiwano się pomiędzy dolnym biegiem Wisły a Niemnem (współczesny teren Królewca i północno-wschodniej Polski). Sądzi się, że pomiędzy I a III wiekiem część Prus mogła zostać zdobyta przez Gotów germańskiego pochodzenia. W XIII wieku zdobyli je Krzyżacy. Język pruski był najbardziej archaiczny ze wszystkich języków bałtyckich. W państwie krzyżackim i Księstwie Pruskim miał on nieprzychylne warunki, został nawet zakazany ustawami, dlatego stopniowo zanikał, aż do początku XVIII wieku, kiedy ostatecznie wymarł. Pochodzenie wyrazów języka pruskiego opisał w słowniku etymologicznym Vytautas Mažiulis oraz w kilku oryginalnych tomach Władimir Toporow. Wyczerpujący opis toponimów można znaleźć w badaniach Jurgisa Gerulisa, Viliusa Pėteraitisa, Grasildy Blažienė i innych badaczy.

### Język jaćwieski
Najbliższy językowi pruskiemu był jaćwieski, uważany czasem nawet za gwarę pruskiego. Posługiwano się nim za Niemnem albo na terenach Suduvy, w Dzukii, również w rejonach Białegostoku, Sejn i Suwałk, należących teraz do Polski. Południowy areał Jaćwingów sięgał Bugu. Poszczególne części ziem jaćwieskich miały swoje nazwy: Jotva, Sūduva i Dainava. Ich ziemie w 1283 roku zostały silnie spustoszone przez Krzyżaków. Około 1600 Jaćwingów ze współczesnych okolic Suwałk Krzyżacy przesiedlili do północno-zachodniej Semby, jednej z ziem pruskich, gdzie pojawił się tak zwany kąt suduwski (niem. Sudauischer Winkel).
O języku jaćwieskim, który zaniknął jeszcze wcześniej niż pruski, wiadomo bardzo niewiele: kilka słabo zapisanych wyrazów i kilkanaście toponimów według jaćwieskiej fonetyki (hydronimy Bilsas, Kirsna, Veisiejis, Seira, Seirijis, nazwy miast Leipalingis, Jieznas, Berznykas i in.). Za jaćwieskie są uważane nazwy miejsc posiadające sufiks –ing- (paralela do toponimów kurońskich), np. Apsingis, Nedingė, Stabingis, nazwiska z sufiksem –ynas, nazwy jezior z końcówką –us. Za substrat języka jaćwieskiego jest również uważane tak zwane „mazurzenie” w niektórych gwarach polskich, litewskich i dzukijskich (wymawianie s, z w miejscu š, ž).

### Język kuroński
Jak wiadomo ze źródeł historycznych, językiem kurońskim posługiwano się w zachodniej części Łotwy (Lipawa, Ventspils, Tals, Kuldiga i w innych miejscach) oraz na zachodzie Żmudzi (Kłajpeda, Skuodas, Kretinga, Telsze i inne).
Południowi Kurowie (od strony litewskiej) przestali być wspominani w XVI wieku, dlatego uważa się, że mniej więcej w tym czasie byli oni już zasymilowani ze społecznością żmudzką. Kurów od strony łotewskiej, którzy „mówią podobnie do Łotyszy” (to znaczy, że wciąż nie uważano ich za Łotyszy) wspominano do początku XVII wieku, jednak mniej więcej od 1630 roku pisze się, że mówią oni po łotewsku.
Kurowie nie pozostawili po sobie żadnych pamiątek piśmiennictwa. Uważa się, że ich język był bliższy zachodnim Bałtom (Prusom i Jaćwingom), jednak z powodu intensywnych kontaktów z Ugrofinami i wschodnimi Bałtami szybko się unowocześniał. Spółgłoski š, ž w języku kurońskim już były zastąpione s, z, miękkie k, g – odpowiadającymi c, dz. Jednak dyftongi an, en, in, un pozostały bez zmian.
Ślady języka kurońskiego można odnaleźć w toponimach żmudzkich i zachodniej Łotwy oraz w gwarach tych regionów. Charakterystyczne sufiksy dla nazw miejscowości kurońskiego pochodzenia to –ng–, –al.–, np. Palanga, Kretinga, Būtingė, Alsunga, Žemalė, Kretingalė, Upalė i in.
Uważa się, że północni Żmudzini przejęli od Kurów starą wymowę ei: peins ‘pienas’ (pol. mleko), deina ‘diena’ (pol. dzień), szeroką wymowę krótkich i, u: meškas ‘miškas’ (pol. las), bova ‘buvo’ (pol. był/a), a także przeniesienie akcentu na początek wyrazu (tę cechę Kurowie z kolei przejęli od Liwów). Dla łotewskich podgwar kurońskich charakterystyczna jest wymowa dyftongów an, en, in, un, pozostała i w toponimach kurońskich (gdzie indziej Łotysze zamieniają te dźwięki odpowiadającymi uo, ie, ī, ū), np. Dundaga, Gramzda, Kandava, Skrunda, Venta.
W języku łotewskim odnaleźć można kuronizmy z zachowaną kurońską fonetyką, np. dzintars ‘gintaras’ (pol. bursztyn), leitis ‘lietuvis’ (pol. Litwin), menca ‘menkė’ (pol. dorsz), rinda ‘eilė’ (pol. rząd), zaķis ‘zuikis’ (pol. zając), venteris ‘toks žvejybos įrankis’ (pol. pułapka na ryby), pīle ‘antis’ (pol. kaczka), cīrulis ‘vyturys’ (pol. skowronek) (ostatnie trzy słowa funkcjonują jako zapożyczenia również w gwarze żmudzkiej).

## Języki wschodniobałtyckie

### Język litewski
Wśród języków wschodniobałtyckich najbardziej rozpowszechniony jest język litewski, którym posługuje się około 3 milionów osób na Litwie, w niektórych regionach na Białorusi (w okolicach miejscowości Opsa, Gierwiaty, Werenowo, Raduń, Pielasa), we wschodnio-północnej Polsce (Puńsk, Sejny) i na Łotwie wzdłuż granicy z Litwą oraz w jej największych miastach, szczególnie w Rydze. Poza tym istnieją również grupy posługujące się tym językiem w USA, Brazylii, Argentynie, Australii i w innych państwach. Aż do II wojny światowej Litwini żyli także w Prusach Wschodnich, gdzie od połowy XVI wieku rozszerzała się litewska działalność literacka oraz kulturalna.
Chociaż między XIII a XV wiekiem Litwini utworzyli znaczne państwo (za czasów Witolda Kiejstutowicza sięgające aż do Morza Czarnego), to język litewski nie został oficjalnym językiem Wielkiego Księstwa Litewskiego. Na potrzeby państwa jako język kancelaryjny używany był starosłowiański, łacina, niemiecki, a później – polski (wpływ tego ostatniego wybitnie rozszerzył się po unii lubelskiej z 1569 roku).
Najstarsze pomniki języka litewskiego sięgają początków XVI wieku. Pierwszym znanym spośród nich był anonimowy tekst pacierza, ręcznie zapisany na ostatniej stronie wydanej w 1503 roku w Strasburgu książki „Tractatus sacerdotalis”. Tekst opiera się na gwarze wschodnioauksztockiej wileńskiej (wschodnich Dzuków) i najpewniej jest odpisem z jeszcze wcześniejszego oryginału. Nie ma wątpliwości, że również wcześniej istniały kościelne teksty pisane odręcznie po litewsku, może nawet pod koniec XIV wieku, ponieważ po chrzcie Auksztoty w 1387 roku były one niezbędne do praktyki religijnej (w źródłach historycznych znajdują się przesłanki, jakoby pierwszy pacierz został przetłumaczony na język litewski przez Władysława II Jagiełłę).
Pierwszą wydaną po litewsku książką jest protestancki katechizm Marcina Mażwida (lit. Martynas Mažvydas) z 1547 roku, napisany według podstaw gwary żmudzkiej i wydany w Królewcu. Zawarty jest w nim także pierwszy litewski elementarz „Tania i krótka nauka czytania i pisania”, w którym przedstawiony jest litewski alfabet i terminarz pojęć gramatycznych stworzony przez innego autora (balsinė „balsė raidė” – pol. samogłoska; sąbalsinė „priebalsė raidė” – pol. spółgłoska itp.). Wraz z katechizmem Mażwida rozpoczął się nowy etap w historii języka litewskiego – zaczęto tworzyć i rozpowszechniać litewski język literacki, stanowiący znaczącą część życia kulturalnego narodu.
Około 1620 roku ukazał się pierwszy słownik języka litewskiego – „Dictionarium trium linguarum” Konstantego Szyrwida (lit. Konstantinas Širvydas). To polsko-łacińsko-litewski słownik, który doczekał się aż pięciu wydań. W 1653 roku została wydana pierwsza gramatyka języka litewskiego – „Grammatica lituanica” Daniela Klejna (lit. Danielius Kleinas). Wówczas to, w połowie XVII wieku, rozpoczęły się także naukowe badania nad językiem litewskim, które przybrały na sile wraz z powstaniem dziedziny językoznawstwa historyczno-porównawczego w XIX wieku.
Język litewski, który wyróżnił się w V–VI wieku z innych języków wschodniobałtyckich, niebawem zaczął dzielić się na gwary. Zazwyczaj twierdzi się, że podstawowe cechy gwarowe Auksztoty i Żmudzi zaczęły uwidaczniać się w XI–XII wieku: ostatecznie dialekty i gwary uformowały się mniej więcej w połowie II tysiąclecia i później. Część cech gwarowych wskazuje na asymilację z Auksztotą i Żmudzią pobliskich plemion bałtyckich: Kurów, Zemgalów, południowych Selów, północnych Jaćwingów oraz Prusów (plemiona skalviai, nadruviai). Obecny podział litewskich gwar na auksztockie i żmudzkie opiera się na wymowie o, ė (pochodzących z ā, ē w prajęzyku) oraz dyftongów uo, ie (pochodzących z ō, ei w prajęzyku). Żmudzini w miejscu auksztockiego o, ė (brolis, tėvas) wymawiają dyftong uo, ie (bruolis, tievs), a auksztockie uo, ie (duona, pienas) wymawiają na trzy sposoby: na północy ou, ėi (douna, pėins), na południu ū, ī (dūna, pīns), a na zachodzie i w Kłajpedzie – o, ė (dona, pėns). Według tej wymowy Żmudzinów dzieli się ponadto na trzy podgwary: północną, południową i zachodnią. Przedstawiciele tej ostatniej prawie się nie ostali, ponieważ po II wojnie światowej większość mieszkańców kraju kłajpedzkiego przeniosła się na zachód, a w ich miejsce osiedliło się dużo pobliskich Żmudzinów. Gwara auksztocka również dzieli się na trzy podgwary: wschodnią, południową i zachodnią. Cechą różniącą są dyftongi am, an, em, en i wymowa nosowych ą, ę. W zachodniej Auksztocie wymawia się je tak jak w języku literackim (np. atidarė langą pol. otworzyli okno), w południowej zwężone ą, ę wymawia się jak ū, ī (np. atidarė langų), a we wschodniej zwęża się także a, e (np. atidare lungų).
Podstawą dla teraźniejszego języka literackiego jest dialekt zachodnioauksztocki kowieński, mający dużo wspólnego z już wymarłymi dialektami litewskimi we wschodnich Prusach. Są one tak samo jak dialekt kowieński najbardziej archaicznymi dialektami języka litewskiego. Wraz z oddalaniem się od obszaru języka pruskiego, w gwarach litewskich przybywało nowych elementów.

### Język łotewski
Drugim spośród żywych języków wschodniobałtyckich jest łotewski. Posługuje się nim około 1,7 mln osób na świecie, najwięcej na Łotwie. Uważa się, że początek łotewskiej grupie etnicznej nadali dawni Łatgalowie. W XIV wieku i później objęli oni ziemie Zemgalów oraz Kurów i zasymilowali pozostałych tam mieszkańców (po trwających prawie sto lat wojnach). Na język łatgalski tamtych czasów oddziaływały archaizmy starszego języka zemgalskiego, dlatego na ziemiach Zemgalów i Kurów łatgalski zmieniał się nieco mniej niż w samej Łatgalii. Języki północnych Bałtów (Kurów, Zemgalów, Selów i Łatgalów) kilka tysięcy lat doznawały wielkiego wpływu sąsiadujących języków ugrofińskich i wyraźnie oddalały się od prajęzyka, czyli bardzo się unowocześniały.
Poza tym w średniowieczu Łotysze nie utworzyli swojego państwa, ponieważ w XIII wieku dostali się pod niewolę niemiecką (kawalerów mieczowych, a od 1237 roku – Krzyżaków). Z powodu trwającego kilkaset lat niemieckiego panowania duży wpływ na język łotewski wywarł również niemiecki, którym posługiwano się w dworach, kościołach, instytucjach państwowych; autorzy pierwszej łotewskiej książki również byli Niemcami. Pierwsza łotewska książka to wydany w 1585 roku w Wilnie katolicki katechizm Kanizjusza, przeznaczony dla Łotyszy z ziem łotewskich objętych panowaniem Rzeczypospolitej Obojga Narodów (z terenów Vidzeme i Łatgalii).
Obecnie wyróżnia się trzy dialekty języka łotewskiego: łatgalski, liwoński oraz środkowy. Wiele cech decyduje o swoistości dialektu łatgalskiego, którym posługują się mieszkańcy Selonii (Augšzeme) oraz wschodniego Vidzeme, a część językoznawców uważa go za oddzielny język bałtycki. Podstawą dla utworzenia łotewskiego języka literackiego stała się w XIX wieku zemgalska podgwara dialektu środkowego z okolic Jełgawy. Dialekt liwoński uformował się na podstawie substratu języka łotewskiego i liwońskiego.

### Język zemgalski
Językiem zemgalskim posługiwano się w środkowej części obecnej południowej Łotwy (koło Bauski, Dobele, Jełgawy) i na północy Litwy (okolice miast Pokroje, Poswol, Janiszki, Żagory). Język zemgalski, który wyginął około XV wieku, również nie pozostawił po sobie żadnych pomników piśmiennictwa. Z toponimów tego państwa oraz obecnych dialektów litewskiego i łotewskiego sądzi się, że w języku zemgalskim zachowały się dyftongi an, en, in, un, spółgłoski š, ž były wymawiane jak w łotewskim, to znaczy jako s, z, ale miękkie k, g nie wszędzie były zmieniane w c, dz.
Charakterystyczną cechą języka zemgalskiego było wstawianie samogłoski pomiędzy r i następującą po nim spółgłoskę, por. darazs w łotewskiej gwarze zemgalskiej (w miejscu dārzs „ogród”), berizs (bērzs „brzoza”), ser(a)g (serga „choruje”) w litewskiej gwarze północnej poniewieskiej. Dla toponimów zemgalskich charakterystyczny jest sufiks –ene (-ienė?), –uve; Silene, Sidabrene, Raktuve, Vircuve.
Zemgalowie, jak i inni północni Bałtowie, przez wpływ języków ugrofińskich dokonali oderwania akcentu. Porównując powszechne oderwanie akcentu u Zemgalów i w gwarze północnej poniewieskiej można sądzić, że w językach kurońskim i zemgalskim był on różny. Żmudzini akcent z końcówki krótkiej bądź o intonacji opadającej przenoszą na początek wyrazu (jak Łotysze), tymczasem w północno poniewieskiej gwarze – tylko na sąsiednią sylabę.

### Język seloński
Językiem selońskim posługiwano się w części północno-wschodniej obecnej Litwy (w okolicach miast Birże, Kupiszki, Rokiszki, Jeziorosy, granica Selów sięgała miast Sołoki, Tauroginy, Uciana, Świadoście, Poswol, Sałaty) i obecnej Łotwy południowo-wschodniej (wzdłuż Dźwiny, prawie do Rygi). Selowie zamieszkiwali także prawy brzeg Dźwiny – to pokazuje obszar podgwar selońskich wśród dialektu łatgalskiego. Na lewym brzegu Dźwiny, jak wskazują roczniki, ważny ośrodek Selów stanowił Selpilis. Selowie także nie zostawili pomników piśmiennictwa, dlatego o ich języku, który wyginął około XIV–XV wieku, wnioskuje się ze źródeł tego samego rodzaju co o językach zemgalskim i kurońskim.
Uważa się, że Selowie, tak jak Kurowie, zostawili w całości dyftongi an, en, in, un, jednak miękkie k, g, odwrotnie niż część Zemgalów, zamieniali na c, dz. W miejscu š, ž tak samo wymawiali s, z. Pokazują to między innymi nazwy jezior pochodzenia selońskiego: Zirnajai, Zalvas, których odpowiedniki gdzie indziej wymawiane są z ž: Žirnajai, Želva. Również w nazwie miasta Zarasai (pol. Jeziorosy), która pochodzi od selońskiego ezaras lub azaras (pol. jezioro) występuje zmiana spółgłoski.